# Richard Castel
Pour les articles homonymes, voir Castel.
Pas d'image ? Cliquez ici

a Compétitions nationales et continentales officielles uniquement.

b Matchs officiels uniquement.
Richard Castel, né le 31 décembre 1972 à Vendres est un ancien joueur de rugby à XV, qui a joué avec l'équipe de France de 1996 à 1999, évoluant au poste de troisième ligne (1,88 m pour 98 kg).
Il est devenu entraineur et a en particulier entraîné l'A.S. Béziers Hérault avec Philippe Escalle.

## Carrière

### Joueur

#### En club
- Vendres 1982 à 1988
- Stade toulousain 1988 à 1996
- AS Béziers 1996 à 2003
- Entente Vendres/Lespignan 2003 a 2007 (www.ententevl.com)

Le 7 janvier 1996, il joue avec le Stade toulousain la finale de la Coupe d'Europe à l'Arms Park de Cardiff face au Cardiff RFC, les toulousains s'imposent 21 à 18 après prolongation et deviennent ainsi champions d'Europe.

#### En équipe nationale
Il a disputé son premier test match le 17 février 1996, contre l'équipe d'Irlande où il marque deux essais, et son dernier test match fut contre l'équipe d'Écosse, le 10 avril 1999.
Il a remporté le Grand Chelem de la France en 1997.

#### Avec les Barbarians
En juin 1999, il participe à la tournée des Barbarians français en Argentine. Il est titulaire contre le Buenos Aires Rugby Club à San Isidro. Les Baa-Baas s'imposent 52 à 17.

### Entraîneur
- Entente Vendres/Lespignan. Deux finales nationale de fédérale 2 successives.
- AS Béziers en 2007. Dans un premier temps comme adjoint d'Olivier Saïsset chargé des avants puis en juin 2008 comme entraîneur principal avec Philippe Escalle, avec Jean-François Gourragne comme manager à partir de fin octobre.
- entraineur adjoint de Patrick Arlettaz au RC Narbonne 2010 - 2011.

## Statistiques

### Tournoi des Cinq Nations
| Édition           | Rang | Résultats France | Résultats Castel | Matchs Castel |
| ----------------- | ---- | ---------------- | ---------------- | ------------- |
| Cinq Nations 1996 | 3    | 2 v, 0 n, 2 d    | 1 v, 0 n, 1 d    | 2/4           |
| Cinq Nations 1997 | 1    | 4 v, 0 n, 0 d    | 4 v, 0 n, 0 d    | 4/4           |
| Cinq Nations 1999 | 5    | 1 v, 0 n, 3 d    | 0 v, 0 n, 3 d    | 3/4           |

Légende : v = victoire ; n = match nul ; d = défaite ; la ligne est en gras quand il y a Grand Chelem.

## Palmarès
Avec le Stade toulousain
- Coupe Frantz-Reichel :
  - Vainqueur (2) : 1990 et 1991
- Championnat de France de première division :
- Challenge Yves du Manoir :
  - Vainqueur (2) : 1993 et 1995
  - Champion (2) : 1995 et 1996
- Coupe d’Europe :
  - Vainqueur (1) : 1996
- Sélections en équipe nationale : 15.
- Sélections par année : 5 en 1996, 5 en 1997, 2 en 1998, 3 en 1999.
- Tournois des Cinq Nations disputé : 1996, 1997 et 1999.
- Grand Chelem de la France en 1997.
- Vice Champion de France Fédérale 2 en 2007 avec l'Entente Vendres Lespignan.